# پیر بارتز
پیر بارتز (انگلیسی: Pierre Barthès؛ زاده ۱۳ سپتامبر ۱۹۴۱) یک تنیس‌باز اهل فرانسه است.